# Pago del Vallo di Lauro
Pago del Vallo di Lauro – miejscowość i gmina we Włoszech, w regionie Kampania, w prowincji Avellino.
Według danych na 1 stycznia 2022 roku gminę zamieszkiwało 1769 osób (855 mężczyzn i 914 kobiet).